# 카멜레온 (마블 코믹스)
카멜레온(Chameleon)은 마블 코믹스의 슈퍼빌런 캐릭터이다. 스파이더맨의 악당으로 변장의 귀재이다. 본명은 드미트리 스메르댜코프(Дмитрий Смердяков)로 소련 출신이다. 1963년 3월 《어메이징 스파이더맨》 1호에 처음 등장했고, 스탠 리와 스티브 딧코가 공동 창작하였다.

## 담당 성우

### TV 애니메이션
- 마블 슈퍼 히어로즈(1966) - 톰 하비
- 스파이더맨(1981) - 존 H. 메이어
- 스파이더맨과 그의 놀라운 친구들(1981) - 핸스 콘리드
- 스펙태큘러 스파이더맨(2008) - 스티븐 블룸

### 비디오 게임
- 어메이징 스파이더맨 2(2014) - 글렌 스타인바움